# Abdul Hamid Tajik
Abdul Hamid Tajik (dari عبدالحمید تاجک; ur. w 1923) – afgański piłkarz, reprezentant Afganistanu na Letnich Igrzyskach Olimpijskich 1948.
W Londynie, grano od razu w systemie pucharowym. Jego reprezentacja rozegrała jeden mecz w rundzie eliminacyjnej. Na Goldstone Ground w Brighton, Afgańczycy podejmowali reprezentację Luksemburga; Tajik wystąpił w tym meczu na pozycji napastnika. Jego reprezentacja przegrała jednak aż 0-6, tym samym odpadła ona z rywalizacji.